# Зерка Теман Морено
Зерка Теман, у шлюбі Теман-Морено (англ. Zerka Toeman Moreno; 13 червня 1917, Амстердам, Королівство Нідерландів — 19 вересня 2016, Роквілл, США) — американська психотерапевтка, письменниця, мемуаристка. Співавторка методів психодрами, соціометрії і групової психотерапії. Співзасновниця Соціометричного та Психодраматичного Інститутів у Нью-Йорку (1942), Міжнародної асоціації групової психотерапії (1973). Світова лідерка психодрами, соціометрії та групової психотерапії починаючи з 1970-х, розвивала метод у світі, заснувавши «Фонд навчання і тренінгу». Співавторка всіх книг Якоба Морено після 1942 року, авторка роботи «Психодрама, надреальність і мистецтво зцілення» (2000).

## Біографія
Народилася в Амстердамі 13 червня 1917 року. У мемуарах писала: «Я народилася небажаною, надто рано і надто швидко». У 1932 році переїхала в Лондон. Опановувала професію модельєрки, була дуже талановитою ученицею.
У 1941 році привезла для лікування свою старшу сестру, що страждала психічним розладом, з Бельгії в Нью-Йорк. Її лікарем-куратором став Якоб Морено.
У 1949 році після тривалої співпраці одружилася з Якобом Морено, який розлучився зі своєю тодішньою дружиною Флоренс. У 1952-му народила сина Джонатана.
У 1958 році в неї було виявлено злоякісну пухлину плеча, через що довелося ампутувати праву руку. У родині важко переживали цю подію, але Теман Морено швидко впоралася з травмою і змогла працювати, як і раніше. Згодом, під час сеансів психодрами, вона вела процес настільки експресивно, що в усіх присутніх виникало враження, ніби вона має кілька рук.
Зерка Морено померла в Роквіллі, штат Меріленд, 19 вересня 2016 року в 99-річному віці.

## Наукова діяльність
Познайомившись з Морено, Зерка Теман зацікавилася психологією і психіатрією. Згодом стала редагувати англійські переклади його книг. Перейнявшись ідеями Морено, дослідниця стала переживати їх як свої власні, що дозволило їй зробити значний внесок у розвиток ідей психодрами, соціометрії і групової психотерапії.
Шлюб став платформою плідної наукової співпраці: Зерка Морено була колегою, інтерпретаторкою ідей, співавторкою теорій, натхненницею. Якоб часто називав Зерку Морено своєю «правою рукою», настільки значною була її допомога і підтримка. З інтерв'ю Волту Андерсену в 1974 році:

«Збираючи інформацію для короткої біографічної замітки, я запитав Морено, яку подію він би виділив як найголовнішу в його творчому житті. Він відповів, що це співпраця з Зеркою Теман, яка почала співпрацювати з ним у 1941 році і в 1949-му стала його дружиною. Я запитав його також, що б він хотів змінити в своєму минулому. Єдина відповідь, яка спала йому на думку, була така: він хотів би зустріти Зерку на п'ятнадцять років раніше».

У 1942 році Морено з чоловіком опублікувала у співавторстві брошуру «Груповий підхід у психодрамі». Після цього вона була співавторкою всіх публікацій чоловіка, брала участь у всіх конференціях, семінарах та інших проєктах. Виконувала адміністративні, менеджерські функції, була співробітницею Морено у навчанні й в терапії. Зерка Морено співзаснувала Соціометричний Інститут на Парк Авеню в Нью-Йорку і Психодраматичний Інститут у Нью-Йорку (1942). У 1947-му вони почали випускати журнал «Групова психотерапія» (спочатку названий «Соціатрією»). Зерка Морено була однією із співзасновниць Міжнародної асоціації групової психотерапії (1973).
До кінця 60х — початку 70-х Зерка Морено фактично очолила роботу з навчання психодрамі, розпочату Якобом Морено. Вона стала помітною фігурою у світі групової психотерапії та психодрами. Навчальний центр в Біконі продовжував розвиватися під її керівництвом і після смерті чоловіка в 1974 році, аж до 1982 року, коли разом із земельною ділянкою був проданий. Після смерті чоловіка Морено протягом кількох десятиліть залишалася світовою лідеркою психодрами, соціометрії та групової психотерапії, розвиваючи метод у багатьох країнах Європи та Азії. Спеціально для цих цілей вона створила «Фонд навчання і тренінгу».
Зерка Морено одноосібно написала багато робіт. Найзначніші з них — книги «Психодрама, надреальність і мистецтво зцілення» (2000), «Сутнісна Зерка: Твори Зерки Теман Морено з психодрами, соціометрії та групової психотерапії» (2006), «Мріяти знову: Мемуари Зерки Морено» (2012).

## Основні праці
- Psychodrame d'enfants: précédé de Règles et techniques du psychodrame. — Zerka Toeman Moreno; trad. Anne Ancelin Schützenberger, Leslie Lavigne Rothschild. — Épi, 1973. — 140 p. ISSN 0395-918X
- Psychodrama, Surplus Reality and the Art of Healing (2000). — By Zerka T. Moreno, Leif Dag Blomkvist, Thomas Rützel. — Routledge, London, New York. — 128 p. ISBN 978-0-415-22320-1
- The Quintessential Zerka: Writings by Zerka T. Moreno on Psychodrama, Sociometry and Group Psychotherapy (2006). — Co-edited by Edward J. Schreiber, Toni Horvatin. — Routledge. — 352 p. ISBN 978-1583917282
- To Dream Again: A Memoir (2012). — By Zerka T. Moreno (Author), Edward Schreiber (Editor), Robert Landy (Foreword). — Mental Health Resources, 528 p. ISBN 9780979434174
- Love Songs to Life By, Zerka. (1971). Zerka Toeman Moreno. — Beacon, N.Y. : Beacon House. — Series: Psychodrama and group psychotherapy monographs, No. 47. — 115 p.